# NGC 1544
NGC 1544 è una galassia lenticolare situata nella costellazione di Cefeo; le dimensioni apparenti del nucleo sono 60"×30". 
Si trova all'interno di un asterismo di 5-6 stelle di magnitudine fra la 13° e la 14°, alquanto grazioso alla vista. A causa di quest'asterismo sembra che il nucleo, alquanto ovale,  sia composto da due rigonfiamenti ed è orientato da NE verso SW.
La stella luminosa più vicina, per facilitare il puntamento del telescopio, è SAO 843 di magnitudine visuale 6,50, di tipo spettrale A5m;  coordinate: ascensione retta: 05h 31m 48,8s e declinazione: +85° 56′ 19″ ; puntata la stella, la galassia si trova 28' a ENE.